# 2020年の中印国境衝突
2020年の中印国境衝突（2020ねんのちゅういんこっきょうしょうとつ）は、2020年に中華人民共和国とインドの間で起こった軍事衝突。これによって、中印国境紛争が一時再燃した。

## 概要
2020年5月5日から、中国人民解放軍とインド軍は、中国のチベット自治区とインドのラダック地方にまたがるパンゴン湖周辺からシッキム州とチベット自治区の国境までの地域で衝突した。また、実効支配線（LAC）の線に沿ってインド側のラダック東部でも戦闘が発生した。
2020年5月下旬、中華人民共和国はガルワン川（英語版）流域でのインドによる道路建設に対抗し、インド軍を攻撃した。インド側の情報によると、2020年6月15日から16日の乱闘戦で、インド兵20名が死亡、人民解放軍の兵士43名が死傷したという。現地メディアの報道では、双方の兵士が捕虜になり、数日後に解放されたとされているが、双方の政府による公式な発表ではこれを否定している。9月7日、45年ぶりにLAC沿いで発砲が行われ、双方は発砲を非難し合った。インドのメディアはまた、8月30日にインド軍が中国人民解放軍に対して威嚇射撃を行ったと報じている。
2020年6月から7月にかけて、ガルワン、キャム、ゴグラからの部分的撤退が行われ、2021年2月にはパンゴン湖の北岸と南岸からの完全撤退した。2021年8月のゴグラでの離脱後、インドのアナリストはLACがインド軍の哨戒点17A（PP17A）の西に移動したと指摘した。
中印両軍がにらみ合う中、インド政府は中印国境沿いのインド実効支配地域のインフラ設備の整備を完了するために、同国国境道路公団の下で同地域に新たに約1万2000人の労働者を派遣することを決定した。専門家の間では、ラダックのダルブク・シヨク・DBO道路の整備計画に反対する中国の対抗措置によって起きたものと考えられている。中国もこれら係争中の国境地帯でもインフラを広範囲に開発しており、現在も開発を継続している。2019年8月にインド政府がジャンムー・カシミール州の特別な地位を取り消したことも、中国を悩ませているしかし、中印両国はともに状況を解決するための十分な二国間メカニズムが既に存在している、話し合いの場があると主張している。これには、複数回にわたる両国の大佐、准将、少将級指揮官による対話、特別代表による会合（英語版）、「中印国境問題に関する協議・調整のための作業メカニズム」（WMCC）の会合、外務大臣、国防大臣級会合やコミュニケーションなどが含まれる。2021年7月31日には、第12回軍団長レベル会合が行われた。
6月15日のガルワン渓谷での小競り合いの後、インドでは中国製品のボイコット・キャンペーンが一部で始まった。経済面では、中国企業との特定の契約の取り消しや追加の精査が行われ、インドの戦略的市場への中国企業の参入を阻止する呼びかけも行われた。2020年11月までに、インド政府はアリババ（阿里巴巴）、テンセント（腾讯）、バイドゥ（百度）、シーナ（新浪）、バイトダンス（字节跳动）といった中国企業が開発、運営するアプリを含む200以上の中国製アプリの国内での使用を禁止した。
2021年10月9日、ガルワン渓谷での衝突の際に撮影された写真が中国のソーシャルメディアに掲載された。写真は数十名のインド軍兵士が中国軍の捕虜になったことを示している。

旧ジャンムー・カシュミール藩王国の領土は、パキスタン（緑）、インド（青）、中国（黄色）の間で領有権を巡って係争中となっている。